# A.L.F.A. 12 HP
Der A.L.F.A. 12 HP war ein Pkw der Società Anonima Lombarda Fabbrica Automobili, Vorgängerin von Alfa Romeo.

## Beschreibung
Das Unternehmen brachte dieses Mittelklassemodell 1910 als ihr kleinstes Modell auf den Markt. Konstrukteur war Giuseppe Merosi. Ein Vierzylinder-Reihenmotor mit 80 mm Bohrung, 120 mm Hub und 2413 cm³ Hubraum leistete 16,2 kW (22 PS) bei 2100 1/min. Er war vorne im Fahrzeug montiert und trieb die Hinterachse an. Das Getriebe hatte drei Gänge. Der Tankinhalt betrug 65 Liter. Der Radstand betrug 292 cm und die Spurweite 130 cm. Zur Wahl standen Tourenwagen und Limousine. Das Leergewicht war mit 920 kg für den Tourenwagen angegeben. Die Höchstgeschwindigkeit betrug 90 km/h. Das Fahrgestell kostete 9500 Lire.
1911 endete die Produktion. Nachfolger wurde der 15 HP.
Zwischen 1910 und 1915 wurden vom 12 HP, dem 15 HP sowie dessen Nachfolgemodell 15-20 HP zusammen 330 Fahrzeuge hergestellt.

## Produktionszahlen A.L.F.A. 12 HP
Gesamtproduktion A.L.F.A. 12 HP insgesamt 50 Fahrzeuge
| Jahr           | 1910 | 1911 | Summe |
| -------------- | ---- | ---- | ----- |
| A.L.F.A. 12 HP | 10   | 40   | 50    |